# Madonna (альбом)
Madonna — дебютный студийный альбом американской поп-певицы Мадонны, выпущенный 27 июля 1983 года студией Sire Records. Позже альбом был переиздан в 1985 году для европейского рынка под названием Madonna: The First Album. В 2001 году студия Warner Bros. выпустила дополненную версию альбома с двумя бонус-ремиксами.
В 1983 году Мадонна начала записывать свой одноимённый дебютный альбом с продюсером лейбла Warner Bros. Records Регги Лукасом, после того как её первый сингл «Everybody» стал хитом и лейбл Sire Records дал своё согласие на запись. Однако, у неё было недостаточно материала для написания полноценного альбома. Лукас внёс в проект две новые песни, а Джон Бенитес, диджей в клубе Funhouse Disco, был приглашён, чтобы сделать на них ремиксы. Тем временем, из-за конфликта интересов, соавтор песни «Everybody» Стивен Брей продал композицию «Ain’t No Big Deal» другому лейблу, тем самым сделав её недоступной для проекта Мадонны.
Общее звучание Madonna диссонирует в виде приподнятого синтетического диско, используя некоторые новые технологии того времени, как драм-машина Linn, бас Moog и синтезатор Oberheim OB-X. Песни в альбоме Мадонна исполняет в ярком, девичьем вокальном тембре, тексты повествуют о любви и отношениях. Современные критики восхваляют альбом, но Madonna был не очень высоко оценён некоторыми критиками, когда он был выпущен в 1983 году. В 2008 году американский журнал Entertainment Weekly отдал пластинке 5-е место в рейтинге «100 лучших альбомов за последние 25 лет». Альбом был успешным в чартах, достигнув номера восемь в Billboard Top LPs & Tape, а также попал в первую десятку хит-парадов в Австралии, Франции, Нидерландах, Новой Зеландии, Швеции и Великобритании. Он был сертифицирован как пятикратно платиновый Ассоциацией звукозаписывающей студии Америки (RIAA), с продажами более пяти миллионов копий на территории Соединённых Штатов. Во всем мире альбом продан в более 10 миллионов копий.
Пять синглов было выпущено из альбома, «Holiday» стал первым известным синглом Мадонны, который вошёл в лучшую 20-ку чарта Billboard Hot 100, а также возглавил его, «Lucky Star» стал первым, попавшим в первую пятёрку. Альбом был поддержан шоу-программой The Virgin Tour 1985 года. После выхода альбома, Мадонна отмечала, что хотела укрепить свои позиции в музыкальной индустрии, опираясь на успех первого альбома. Она хотела взять полный самостоятельный контроль над работой, но Warner Bros. не был готов дать ей свободу творчества. Согласно буклету диска Мадонна посвятила дебютный альбом своему отцу, Сильвио Чикконе.

## История создания

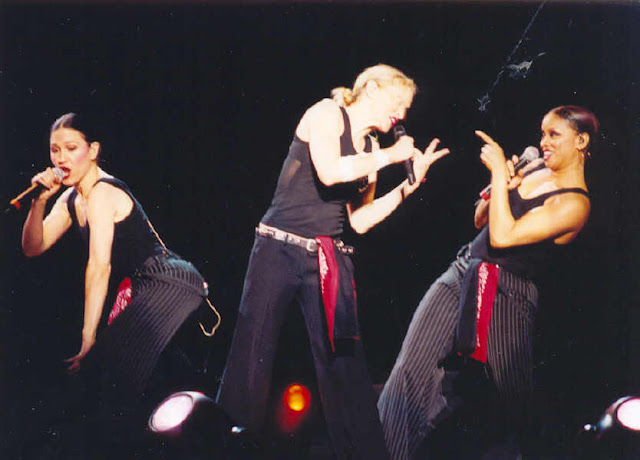
Мадонна исполняет «Holiday», один из самых влиятельных синглов из альбома, в шоу-программе Drowned World Tour в 2001 году

В 1982 году 24-летняя Мадонна жила в Нью-Йорке и пыталась построить свою музыкальную карьеру. К ней присоединился её парень из Детройта, Стивен Брей, став ударником в её группе Breakfast Club, которая играла преимущественно хард-рок музыку. Однако затем они перестали играть в этом жанре и подписали контракт со звукозаписывающей компанией Gotham Records, цель которого была — реализация нового музыкального направления. Полные решимости, группа начала играть в жанре фанк, но компания звукозаписи была недовольна их музыкальными способностями и расторгла контракт. Мадонна и Брей покинули группу.
К тому времени Мадонна самостоятельно написала некоторые песни. У неё имелись черновые кассеты с записями трёх песен: «Everybody», «Ain’t No Big Deal» и «Burning Up». В то время она часто посещала ночной клуб Danceteria в Нью-Йорке. Именно там она уговорила диджея Марка Каминса включить «Everybody». Композиция получила положительную реакцию от публики. Каминс предложил Мадонне подписать контракт, понимая, что он бы мог стать продюсером сингла. Он пригласил её к своему боссу, Крису Блэквеллу, владельцу Island Records, но тот отказал в своей поддержке. Это стало причиной, чтобы обратиться за помощью в Sire Records в 1982 году. Розенблатт предложил Мадонне 5000 долларов авансом плюс по 1000 за каждую написанную песню.
Мадонна заключила контракт на два 12-дюймовых сингла с президентом Sire Records Сеймуром Штейном, который был впечатлён её пением после прослушивания «Everybody», в чём он признался, находясь в больнице в районе Ленокс-Хилл. 12-дюймовая версия «Everybody» была спродюсирована Марком Каминсом в студии Боба Бланка Blank Tapes Studio в Нью-Йорке. В то время Каминс был связан с Мадонной романтическими отношениями. Он унаследовал роль продюсера от Стивена Брея. Новая запись длилась 5:56 минут с одной стороны и даб-версия 9:23 минут на обороте.
Мадонна и Каминс вынуждены были сделали запись за собственный счёт. Артур Бейкер, друг Каминса, ознакомил его с работой музыкального продюсера и предоставил студию с музыкантом Фредом Зарром, который мастерски играл в треке на клавишных. В конечном счёте Зарр стал одним из основных музыкантов в альбоме, играя в каждом треке. Из-за урезанного бюджета при записи возникали различные трудности, так как Мадонна не могла понять требований Каминса, а Каминсу, в свою очередь, впервые пришлось столкнуться с проблемами продюсирования.
Поэтому песня «Ain’t No Big Deal» на стороне «A» не была столь успешна, как этого все ожидали. Розенблатт хотел выпустить «Everybody» совместно с «Ain’t No Big Deal» на обратной стороне, но, вскоре после прослушивания записанной версии «Ain’t No Big Deal», изменил своё мнение и разместил «Everybody» на обеих сторонах виниловой пластинки. Коммерческая версия сингла была выпущена 6 октября 1982 года.

## Запись
Когда «Everybody» достиг статуса танцевального хита, Sire Records преследовала цель записать для Мадонны альбом. Однако певица приняла решение, что не будет работать ни с Бреем, ни с Каминсом, а вместо этого выбрала продюсера от студии Warner Brothers Регги Лукаса. Во время записи Лукас радикально изменил структуру демоверсий песен. Мадонна не приняла эти изменения, поэтому пригласила Джона Бенитеса, который работал диджеем в клубе Funhouse Disco, чтобы он сделал на песни ремиксы. Майкл Розенблатт, управляющий отделом по поиску талантов в Sire Records, объяснил это Каминсу так, что они искали продюсера, у которого уже есть большой опыт работы с певцами, поэтому они назначили на эту должность Лукаса. Он вывел Мадонну в большой мир поп-музыки и спродюсировал для неё «Burning Up» и «Physical Attraction». Тем временем, из-за конфликта интересов, соавтор песни «Everybody» Стивен Брей продал композицию «Ain’t No Big Deal» другому лейблу, тем самым сделав её недоступной для проекта Мадонны.
Именно Бенитес был тем, кто открыл новую песню, написанную участниками поп-группы Pure Energy Кёртисом Хадсоном и Лизой Стивенс. Изначально композиция, названная «Holiday», была написана для группы The Supremes, однако Филлис Хаймэн и Мэри Уилсон приняли решение отказаться от неё. Бенитес и Мадонна отправили демоверсию песни их общему другу Фреду Зарру, который приукрасил её аранжировками и своим волшебным владением синтезатором. После наложения на музыку вокала Мадонны, до окончания срока записи в апреле 1983 года, Бенитес провёл над треком четыре дня, пытаясь изменить его коммерческую привлекательность. Перед тем как работа была завершена окончательно, Мадонна и Бенитес встретились с Зарром в студии Sigma Sound Studios на Манхэттене, где Зарр добавил в конец песни ныне известное соло на пианино.

## Композиции
Альбом открывает композиция «Lucky Star», средне-темповый танцевальный трек, начинающийся со звуков синтезатора и сопровождающейся тяжелыми ударами электронного барабана и хлопками. Гитарная партия проигрывается на высоком рифе, бас синтезатора сопровождается аккордами гитары. Композиция была написана Мадонной для диджея Марка Каминса, который обещал играть её в клубе «Danceteria», где он работал на тот момент. Однако вместо этого Мадонна использовала трек для своего альбома, который она также собиралась назвать «Lucky Star». «Lucky Star» первоначально была запланирована к выпуску как третий сингл из альбома, но «Holiday» к тому моменту уже стала танцевальным хитом и была выпущена взамен. Тем не менее, композиция была выпущена четвёртым синглом. «Burning Up» полностью состоит из басов, одиночной гитары и драм-машины. В ранней версии записи гитарные рифы отсутствовали. Используемый в песне том-том ритм напоминал записи певца Фила Коллинза. В композиции также использовались электрогитары и большинство современных синтезаторов того времени.
В припеве повторяются три одинаковых строчки стихов, в то время как мост состоит из серии двусмысленностей относительно текста песни, в котором описывается то, что Мадонна готова сделать ради своего возлюбленного, а также, что она индивидуальная и бесстыдная. Согласно музыкальным документам, опубликованным на Musicnotes.com компании Alfred Publishing, «Burning Up» написана в стандартном размере такта с танцевальным темпом 138 ударов в минуту. Песня написана в ключе си минор, вокал Мадонны находится в диапазоне нот от A3 до B4. Композиция состоит из базовой последовательности аккордов: Bm-Bm-A-E. «Holiday» написана в стандартном размере такта с умеренным темпом 116 ударов в минуту.
Песня написана в ключе ре мажор, длительностью 6:08 минуты, а вокал Мадонны находится в диапазоне нот от B3 до C♯5. Песня состоит из последовательности аккордов: G-A-A-Bm в первой строчке, когда Мадонна поёт «Holiday!» и изменяется до G-A-F♯m-G во второй строчке, когда Мадонна поёт «Celebrate!». Четырёхтактная последовательность состоит из гитар, электронных хлопков, ковбелла, на котором играет Мадонна и ряда аранжировок синтезаторов. Припев выполнен из повторяющейся последовательности слов. К концу песни её аранжировка изменяется — добавляется соло на пианино.
Текст песни рассказывает о всеобщем чувстве, что каждому необходим праздник. «Everybody» начинается преимущественно с игры на синтезаторе и вступительной речи Мадонны, во время которой она делает глубокие вздохи. В песне Мадонна демонстрирует свой поп-голос, который был подвержен двойной обработке. Композиция написана в ключе ля минор. Мелодия начинается в ключе G и повышается до второй ступени звукового ряда на слоге «bo» в «everybody», таким образом выделяя рефрен, который выполнен в последовательности аккордов G-A-B-A. В «Everybody» чувствуется влияние ритмов R&B.

## Отзывы критиков
| Оценки критиков               | Оценки критиков |
| Источник                      | Оценка          |
| ----------------------------- | --------------- |
| AllMusic                      | [ 30 ]          |
| Billboard                     | без оценки      |
| Blender                       | [ 33 ]          |
| Robert Christgau              | (A)             |
| Encyclopedia of Popular Music | [ 35 ]          |
| Entertainment Weekly          | (A−)            |
| The Great Rock Discography    | [ 38 ]          |
| MusicHound                    | [ 39 ]          |
| Pitchfork                     | 8.2/10          |
| Q                             | [ 41 ]          |
| Rolling Stone                 | без оценки      |
| The Rolling Stone Album Guide | [ 43 ]          |
| Slant Magazine                | [ 44 ]          |
| Smash Hits                    | 6/10            |

Альбом Madonna получил по большей части позитивные оценки критиков. Положительно была отмечена лирика, в основном за свою заразительность и простоту. В 1989 году альбом занял 50 место в списке журнала Rolling Stone «100 лучших альбомов 80-х». Сэл Синквимани из Slant Magazine комментировал, что предвестием синти-хэва был именно дебютный альбом [Madonna], звучание которого до сих пор свежо, несмотря на два прошедших десятилетия. В обзоре для AllMusic Стивен Томас Эрлевайн дал альбому пять баллов из пяти и заявил, что дебютный альбом Мадонны «установил стандарт для танцевальной поп-музыки на следующие 20 лет» благодаря сочетанию «великолепных песен и стильной музыки». Он назвал альбом «необыкновенно притягательным» и «вневременным». Юная Чикконе также подверглась серьёзной критике за «девчачий» вокал и сексуальную манеру исполнения (англ. girly). На критику альбома Madonna певица отвечает: 
Люди думают, что если ты сексуальна, внешне привлекательна и возбуждаешь этим публику, то тебе больше просто нечего предложить. Сложился только такой мой образ. Вероятно, внешне это выглядит именно так, и я соответствую стереотипу, однако все это я делаю совершенно сознательно. Я всё держу под контролем и жду, когда это поймут и придут в замешательство».
 Несмотря на первоначальную критику, в 2013 году Rolling Stone включает этот альбом в сотню лучших дебютных альбомов всех времён. В рецензии 2017 года авторитетное издание Pitchfork оценивает этот диск даже выше, чем вышедший спустя 15 лет и получивший всеобщее признание и награды Ray of Light (1998) — 8.2 из 10 баллов.

## Позиции в хит-парадах

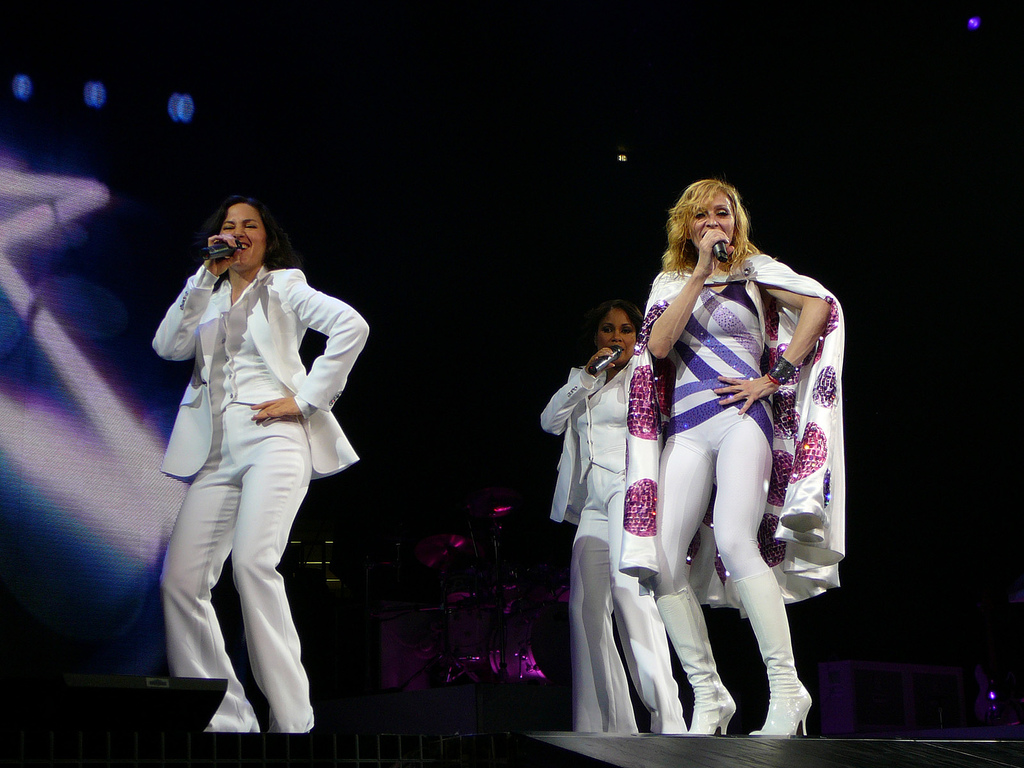
Мадонна исполняет четвёртый сингл из альбома «Lucky Star» в туре Confessions Tour 2006 года

В США альбом был выпущен 27 июля 1983 года. Он появился в альбомном чарте Billboard Top LPs & Tape на 190-й позиции и находился там неделю с 3 сентября 1983 года. Он медленно поднимался вверх и дошёл до 8-й позиции спустя год нахождения там к 8 октября 1984 года. Так же он был на 20-м месте в чарте Top R&B/Hip-Hop Albums. В течение года Madonna был распродан в США более 2 миллионов копий. Он был седьмым в итоговом чарте 1984 и двадцать пятым в 1985, пока Мадонна не стала артистом года в том же году. Спустя семнадцать лет после релиза он был сертифицирован как пятикратно платиновый Ассоциацией звукозаписывающей студии Америки (RIAA) с продажами более 5 миллионов копий в США. После появления системы Nielsen SoundScan в 1991 году, альбом был распродан в 450 тысяч копий.
В Канаде альбом вышел 10 марта 1984 года и дебютировал восемьдесят седьмым в альбомном чарте RPM. Спустя шесть недель альбом добрался до 57-й позиции. 4 августа 1984 года он снова появился в чарте, уже на девятнадцатой строке. После двадцати девяти недель он занял более высокую, шестнадцатую позицию. Альбом находился в чарте 47 недель и в итоге занял 5-ю позицию в топ листе 100 альбомов RPM 1984 года. В Великобритании альбом был выпущен 11 февраля 1984 года, в чарте UK Albums Chart занял 37-ю позицию и находился там в течение двадцати недель. После выхода переиздания альбома, названного Madonna — The First Album, в июле 1985 года, альбом снова появился в чарте UK Albums. Он занял 14-ю позицию и находился там восемьдесят недель. Спустя шесть месяцев после выхода переиздания, альбом был сертифицирован как платиновый British Phonographic Industry (BPI) с продажами в 300 тысяч копий. В Австралии альбом занял десятую позицию в альбомном чарте Kent Music Report и был также сертифицирован как платиновый. Альбом также добрался до десятой позиции в чартах Швеции, Нидерландов, Франции и Новой Зеландии; в двух изданиях он был сертифицирован платиновым. Также он стал платиновым в Гонконге, Германии и Испании. По всему миру было продано более 10 миллионов копий.

## Продвижение

### The Virgin Tour
Мадонна рекламировала альбом в 1983—1984 годах, выступая на разных шоу «с одной песней в день». Эти выступления проходили в клубах Нью-Йорка и Лондона Danceteria и Camden Palace и на американских и британских телевизионных программах American Bandstand и Top of the Pops. На шоу Дика Кларка American Bandstand Мадонна исполнила песню «Holiday» сказав, что она хочет «править миром». Джон Митчелл из MTV сказал, что выступление остается одним из её самых легендарных". Альбомные синглы позже исполнялись на концертах The Virgin Tour в 1985 году. Это был первый концертный тур Мадонны с визитом в североамериканские районы. The Virgin Tour получил смешанные отзывы от критиков, но имел коммерческий успех. Как только было объявлено о начале продаж, билеты были распроданы повсюду. Нью-йоркский универмаг Macy’s был забит покупателями, которые брали рекламную продукцию тура — серьги с распятиями и перчатки без пальцев. После окончания The Virgin Tour, доход от концертов составлял более 5 миллионов долларов (в 2014 — 10 миллионов 85 тысяч долларов), по подсчётам Billboard сумма дохода составила более 3 миллионов долларов. Запись концерта была сделана и выпущена в формате VHS под названием Madonna Live: The Virgin Tour. Многие авторы отмечали, что на тот момент Мадонна была добропорядочной поп-звездой, находящейся на стадии превращения в культовую икону. Шари Бенсток и Сюзанна Феррис отметили костюмы турне и их модные тенденции и сказали: «The Virgin Tour показал Мадонну как горячую фигуру в поп-музыке».

### ВидеокомпиляцияMadonna
Видеосборник, названный Madonna, был выпущен Warner Music Video и Sire Records для продвижения альбома и синглов, а также для раскрутки второго альбома певицы Like a Virgin. Видео альбом стал первой компиляцией Мадонны. Он победил в номинации «Лучшая видеокассета по продажам с музыкальными видео» на премии National Association of Recording Merchandisers. Он также попал в топ видео-музыкального чарта Billboard в период с 13 апреля 1985 по 9 ноября 1985. Джим МакКулайч из Billboard объяснял высокие продажи недавно вышедшим альбомом Like a Virgin и концертами The Virgin Tour. Видеосборник Madonna находился на первой позиции по итогам   видео-музыкального чарта 1985 года, в этом же году Мадонна стала артистом года. Под слоганом, созданным компанией Warner Music Video как 'A Vision of Madonna' (рус. Видение Мадонны), сборник включал музыкальные клипы на песни «Burning Up» и «Borderline» и новый, на тот момент, сингл «Like a Virgin», а также   танцевальную версию песни «Lucky Star».

### Синглы
Песня «Everybody» была выпущена 6 октября 1982 года лейблом Sire Records в качестве дебютного сингла, демоверсию которого Мадонна записала со Стивеном Бреем. Певица убедила диджея Марка Каминса, который играл в клубе где она часто бывала, воспроизвести её песню.
Поскольку в музыке чувствуются ритмы R&B и на обложке сингла не представлено изображение певицы, создалось впечатление, что Мадонна темнокожий исполнитель. Однако это недоразумение было вскоре разрешено, когда Мадонна убедила руководителей Sire Records разрешить ей снять видеоклип. В низкобюджетном клипе, снятом Эдом Штейнбергом, Мадонна и её друзья поют и танцуют в клубе. Это видео помогло песне и самой Мадонне продвинуться вперёд как артисту. 12-дюймовый сингл «Everybody» не попал в чарт Billboard Hot 100 в США.
Он занял седьмую строчку в чарте Billboard Bubbling Under Hot 100 Singles 25 декабря 1982 года.
Однако песня достаточно быстро поднялась в танцевальных чартах и была первым синглом Мадонны, который достиг третьей строчки в чарте Hot Dance Club Songs.
Одной из первых радиостанций, воспроизводивших «Everybody», была WKTU.
11 декабря 1982 года, публикуя в номере журнала Billboard хит-парад недели от 30 ноября 1982 года, станция объявила сингл «новым прибавлением в списке лучших песен».
C тех пор как сингл был выпущен, продано примерно 250 000 копий.
Вторым синглом стала песня «Burning Up», который не вошёл в чарт Billboard Hot 100, но на этот раз не вошёл и в чарт Bubbling Under Hot 100 Singles. Однако ему удалось достигнуть третьей строчки чарта Billboard Hot Dance Club Play, а также продержаться в нём 16 недель. В ноябре 1983 года сингл достиг нижних строчек 100-ки лучших хитов, а в июне 1984 года попал в 20-ку лучших хитов Австралии, достигнув 13-й строчки. Также песня была использована в качестве фоновой музыки к одной из сцен фильма «Без тормозов». Выпущенная песня, совместно с «Physical Attraction» на стороне «Б», получила смешанные отзывы от современных критиков и авторов, которые отмечали мрачность и назойливость песни, однако, хвалили её танцевальные ритмы. После ряда живых выступлений в клубах в поддержку сингла, песня была добавлена в сет-лист тура The Virgin Tour 1985 года. В 2004 году в рамках тура Re-Invention World Tour песня исполнялась с электрогитарой.
Сингл «Holiday» был выпущен 7 сентября 1983 года и стал первым известным хитом Мадонны, который находился в чартах начиная от Дня благодарения и до Рождества. 29 октября 1983 года сингл стал первой песней Мадонны, вошедшей в чарт Billboard Hot 100, дебютировав с 88-й строчки. 28 января 1984 года сингл достиг наивысшей для него 16-й позиции, продержавшись в чарте 21 неделю.
2 ноября 1983 года сингл дебютировал с 8-й строчки в чарте Hot Dance Club Songs и стал первой песней Мадонны достигшей в этом чарте первого места, удерживаясь в этой позиции в течение пяти недель.
Также сингл вошёл в чарт Hot R&B/Hip-Hop Songs и достиг 25-й строчки, продержавшись в нём в общей сложности 20 недель.
Релиз состоялся совместно с песней «Lucky Star» на второй стороне сингла.
21 января 1984 года песня дебютировала с 48-й строчки в канадском чарте RPM Singles Chart и поднялась до 39-й позиции.
В марте 1984 года «Holiday» вновь вернулась в чарт с 45-й строчки и к апрелю того же года достигла 32-й позиции.
Всего песня находилась в чарте 12 недель.
В Великобритании «Holiday» была выпущена в 1984 году, откуда попала в чарт UK Singles Chart и достигла в нём 6-го места, продержавшись 11 недель. Однако переиздание сингла в 1985 году, с песней «Think of Me» на стороне «Б», помогло «Holiday» вернуться в чарт под номером 32 и достигнуть на этот раз второй строчки. В это же время первое место удерживала композиция Мадонны «Into the Groove». Переизданная песня «Holiday» продержалась в чарте 10 недель. Переиздание сингла 1991 года, дало возможность достигнуть песне 5-го места в чарте. В августе 1985 года композиция была награждена золотым сертификатом Британской ассоциацией производителей фонограмм (BPI).
Согласно The Official Charts Company, всего было продано 770 000 копий песни.
В Европе песня вошла в первую десятку хит-парадов таких стран как Бельгия, Нидерланды, Германия и Ирландия, в то время как во Франции, Италии, Швеции и Швейцарии она вошла в Топ- 40. В Австралии песня попала в лучшую пятерку хитов. В чарте Новой Зеландии песня дебютировала с 37-й позиции, став первым синглом Мадонны в этой стране.
«Holiday» достигла в этом чарте седьмого места.
Песня «Lucky Star» первоначально была запланирована к выпуску как третий сингл из альбома, но «Holiday» к тому моменту уже стала танцевальным хитом и была выпущена взамен. Тем не менее, композиция была выпущена четвёртым синглом. Сингл добрался до четвёртой строчки чарта Billboard Hot 100 и стал первым синглом, попавшим в первую пятёрку.
«Borderline» стала последним синглом из альбома, вышедшим 5 февраля 1984 года. В США песня добралась до десятой позиции а чарте Billboard Hot 100.

## Влияние

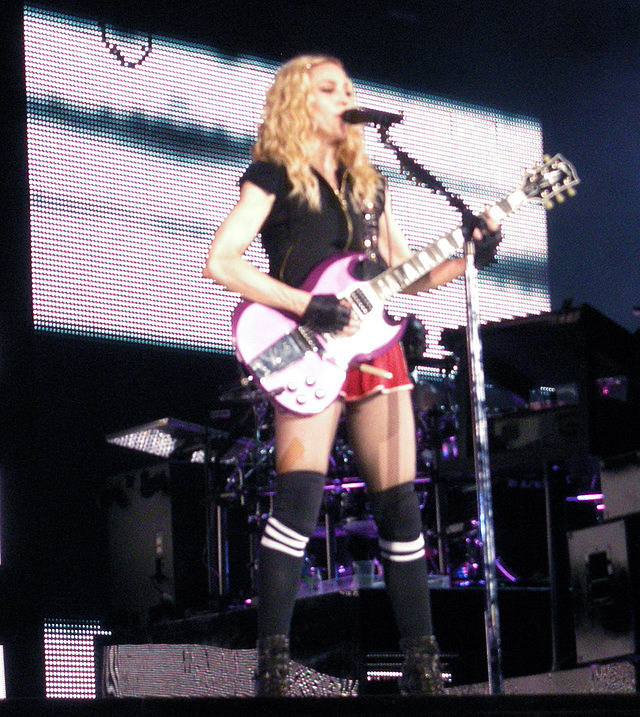
Мадонна исполняет «Borderline» на концерте тура Sticky & Sweet Tour в 2008 году

В 2013 году Rolling Stone включил его в сотню лучших дебютных альбомов всех времён. На данный момент продажи альбома Madonna составили 10 млн копий. В альбоме её музыка звучит как нечто среднее между Пэт Бенатар и Тиной Мари. Мадонна является автором большинства песен альбома, но главный коммерческий успех принёс «Holiday» сторонних авторов, спродюсированный женихом и диджеем Джоном «Мармеладом» Бенитесом. Это повлияло на скептическое отношение к Мадонне как к автору. Певица также подверглась серьёзной критике за «девичий» вокал и манеру исполнения. Автор Billboard Пол Грэйн сделал прогноз: «Синди Лопер — это надолго, а Мадонна через полгода будет никому не нужна».
На критику певица отвечала: «Люди думают, что если ты сексуальна, внешне привлекательна и возбуждаешь этим публику, то тебе больше просто нечего предложить. Сложился только такой мой образ. Вероятно, внешне это выглядит именно так, и я соответствую стереотипу, однако все это я делаю совершенно сознательно. Я все держу под контролем и жду, когда это поймут и придут в замешательство». После записи альбома по рекомендации Стейна её менеджером стал Фредди Деманн, до этого работавший на Майкла Джексона.
Первый альбом не полностью раскрыл потенциал Мадонны, но он определил несколько ключевых моментов, которые прослеживаются на продолжении всей её карьеры. Это сильная танцевальная направленность, свингующие ритмы и красивые мелодии синглов, отшлифованность аранжировки и вокала. Тогда же певица начала «превращать свою биографию в дискографию». В песнях «Lucky Star» и «Borderline» слышен именно тот печально знаменитый вариант вокала певицы, за который критики назвали её «Минни Маус, вдохнувшей гелия». О материале альбома по прошествии лет сама Мадонна отзывалась скептически: «Эта музыка скорее больше подходит для занятий аэробикой». Электронно-танцевальный стиль этих песен также прослеживается в её последующих работах. Более ранние записи певицы свидетельствуют, что в своей рок-группе она пела в стиле The Pretenders, что слышно на сингле «Burning Up» из первого альбома.
Игра на ударных в фанк-поп-ска-панк группе Breakfast Club и создание Emmy способствовала её последующему статусу поп-рок-диско певицы, легко меняющей аранжировки песен от гранжа к диско. «Правильное» начало карьеры помогло ей войти в Зал славы рок-н-ролла с первой номинации. Согласно исследованиям профессора Фуэз-Эрнандесу, певица сильно повлияла на многих последующих исполнительниц — Destiny’s Child, Бритни Спирс, Пинк, Дженнифер Лопес, Spice Girls, а также Леди Гага, Кэти Перри, Майли Сайрус.

## Список композиций
| №  | Название              | Автор(ы)                    | Продюсер(ы)              | Длительность |
| -- | --------------------- | --------------------------- | ------------------------ | ------------ |
| 1. | «Lucky Star»          | Мадонна                     | Регги Лукас              | 5:37         |
| 2. | «Borderline»          | Регги Лукас                 | Регги Лукас              | 5:18         |
| 3. | «Burning Up»          | Мадонна                     | Регги Лукас              | 3:44         |
| 4. | «I Know It»           | Мадонна                     | Регги Лукас              | 3:45         |
| 5. | «Holiday»             | Кёртис Хадсон, Лиза Стивенс | Джон «Джеллибин» Бенитес | 6:08         |
| 6. | «Think of Me»         | Мадонна                     | Регги Лукас              | 4:53         |
| 7. | «Physical Attraction» | Регги Лукас                 | Регги Лукас              | 6:36         |
| 8. | «Everybody»           | Мадонна                     | Марк Каминс              | 4:57         |

| №   | Название                   | Автор(ы) | Продюсер(ы)                           | Длительность |
| --- | -------------------------- | -------- | ------------------------------------- | ------------ |
| 9.  | «Burning Up» (12" Version) | Мадонна  | Регги Лукас                           | 5:56         |
| 10. | «Lucky Star» («New» Mix)   | Мадонна  | Регги Лукас, Джон «Джеллибин» Бенитес | 7:15         |

## Работали над альбомом
| Музыканты - Мадонна — вокал, бэк-вокал - Тина Б. — бэк-вокал - Кристин Фэйт — бэк-вокал - Дин Гант — синтезатор, фортепиано - Гвен Гатри — бэк-вокал - Кертис Хадсон — гитара - Рэймонд Хадсон — бас-гитара - Энтони Джексон — электрик-бас - Регги Лукас — гитара - Боб Мала — саксофон - Пол Пэско — гитара - Эд Уолш — синтезатор - Бренда Уайт — бэк-вокал - Норма Джин Райт — бэк-вокал - Фред Зарр — синтезатор, фортепиано, ударные | Выпуск - Продюсеры: Джон Бенитес, Марк Каминс, Регги Лукас - Проектирование: Джим Догерти, Майкл Хатчинсон, Батч Джоунс - Мастеринг звука: Джон Бенитес, Джей Марк - Программирование ударных: Регги Лукас, Лэсли Минг Дизайн - Редакторы: Кертис Хадсон, Фред Зарр - Арт-директор: Керин Голдберг - Фотографы: Гэри Хейри, Джордж Холи |

## Чарты и сертификаты
| Хит-парад (1983—1984)        | Место |
| ---------------------------- | ----- |
| Australian Kent Music Report | 10    |
| Austrian Albums Chart        | 15    |
| Canadian RPM Albums Chart    | 16    |
| Dutch Albums Chart           | 7     |
| French Albums Chart          | 8     |
| German Albums Chart          | 28    |
| Japanese Albums Chart        | 20    |
| New Zealand Albums Chart     | 6     |
| Swedish Albums Chart         | 2     |
| UK Albums Chart              | 6     |
| US Billboard 200             | 8     |
| US Top R&B/Hip-Hop Albums    | 20    |

| Страна         | Сертификат    |
| -------------- | ------------- |
| Австралия      | 3× платиновый |
| Франция        | платиновый    |
| Германия       | золотой       |
| Гонконг        | платиновый    |
| Нидерланды     | платиновый    |
| Новая Зеландия | платиновый    |
| Испания        | золотой       |
| Великобритания | платиновый    |
| США            | 5× платиновый |

### Синглы
| 1982                                                         | «Everybody»  | —  | 3 | —  | —  | —  | —  | —  | —  | —                           |
| 1983                                                         | «Burning Up» | —  | 3 | 13 | —  | —  | —  | —  | —  | —                           |
| 1983                                                         | «Holiday»    | 16 | 1 | 4  | 32 | 9  | 26 | 18 | 2  | - UK: золотой               |
| 1983                                                         | «Lucky Star» | 4  | 1 | 36 | 8  | —  | —  | —  | 14 | —                           |
| 1984                                                         | «Borderline» | 10 | 4 | 12 | 25 | 36 | —  | 23 | 2  | - US: золотой - UK: золотой |
| «—» denotes releases that did not chart or was not released. |              |    |   |    |    |    |    |    |    |                             |